# Снейк-Спрінг Тауншип (округ Бедфорд, Пенсільванія)
Снейк-Спрінг Тауншип (англ. Snake Spring Township) — селище (англ. township) в США, в окрузі Бедфорд штату Пенсільванія. Населення — 1770 осіб (2020).

## Демографія
Згідно з переписом 2010 року, у селищі мешкало 1639 осіб у 625 домогосподарствах у складі 479 родин. Було 716 помешкань
Расовий склад населення:
| - 98,0 % — білих - 0,4 % — азіатів - 0,2 % — чорних або афроамериканців - 0,1 % — вихідців з тихоокеанських островів - 0,1 % — корінних американців |

До двох чи більше рас належало 0,6 %. Частка іспаномовних становила 1,0 % від усіх жителів.
За віковим діапазоном населення розподілялося таким чином: 18,1 % — особи молодші 18 років, 54,6 % — особи у віці 18—64 років, 27,3 % — особи у віці 65 років та старші. Медіана віку мешканця становила 50,7 року. На 100 осіб жіночої статі у селищі припадало 88,0 чоловіків;  на 100 жінок у віці від 18 років та старших — 86,0 чоловіків також старших 18 років.
Середній дохід на одне домашнє господарство  становив 66 787 доларів США (медіана — 54 539), а середній дохід на одну сім'ю — 77 011 долар (медіана — 65 139). Медіана доходів становила 41 150 доларів для чоловіків та 32 500 доларів для жінок. За межею бідності перебувало 8,9 % осіб, у тому числі 15,0 % дітей у віці до 18 років та 4,9 % осіб у віці 65 років та старших.
Цивільне працевлаштоване населення становило 716 осіб. Основні галузі зайнятості: освіта, охорона здоров'я та соціальна допомога — 26,0 %, роздрібна торгівля — 13,7 %, виробництво — 11,6 %, мистецтво, розваги та відпочинок — 9,9 %.